# Suzy Eddie Izzard
Suzy Eddie Izzard (født 7. februar 1962) er en britisk stand-up komiker og skuespiller.

## Udvalgt filmografi

### Film
- Velvet Goldmine (1998)
- Mystery Men (1999)
- Shadow of the Vampire (2000)
- Hollywoods hemmelighed (2001)
- Sandtrolden (2004)
- Ocean's Twelve (2004)
- Helt Vildt (2006)
- My Super Ex-Girlfriend (2006)
- Ocean's Thirteen (2007)
- Across the Universe (2007)
- Narnia: Prins Caspian (2008)
- Operation Valkyrie (2008)
- Victoria & Abdul (2017)

### Tv-serier
- The Riches (2007–08; 20 afsnit)
- Hannibal (2013–15; 6 afsnit)